# Lenochod krátkokrký
Lenochod krátkokrký (Choloepus hoffmanni), ve starších českých zdrojích jako lenochod středoamerický, je jeden ze dvou dvouprstých lenochodů (Choloepodidae). Toto solitérní, převážně noční a arboreální zvíře se vyskytuje v pralesích i sekundárních lesích Střední a Jižní Ameriky. 

## Systematika
Za formální autoritu druhu se považuje německý zoolog Wilhelm Peters, který druh popsal v roce 1858. Druhové jméno hoffmanni je poctou německému zoologovi Carlu Hoffmannovi. Garden (2007) opatrně rozlišoval 5 poddruhů s následujícím rozšířením:
- C. h. hoffmanni, Peters, 1858 – Honduras, Nikaragua, Costa Rica, Panama, severní Kolumbie;
- C. h. agustinus, Allen, 1913 – Venezuela, západní Kolumbie, severní Ekvádor;
- C. h. capitalis, Allen, 1913 – západní Ekvádor;
- C. h. juruanus, Lönnberg, 1942 – západní Brazílie, severní Bolívie, jihovýchodní Peru;
- C. h. pallescens, Lönnberg, 1928 – východní Peru a přilehlá oblast Ekvádoru.

Molekulární studie z roku 2015 našla v populaci lenochoda krátkokrkého dvě hlavní linie, z nichž ta první obývá sever Střední Ameriky a jihoamerické oblasti na západ od And (Choloepus hoffmanni hoffmanni), a druhá linie se vyskytuje v západní Amazonii na východ od And (C. h. juruanus, C. h. pallescens).
Ve starším českým názvům patří lenochod středoamerický.

## Popis

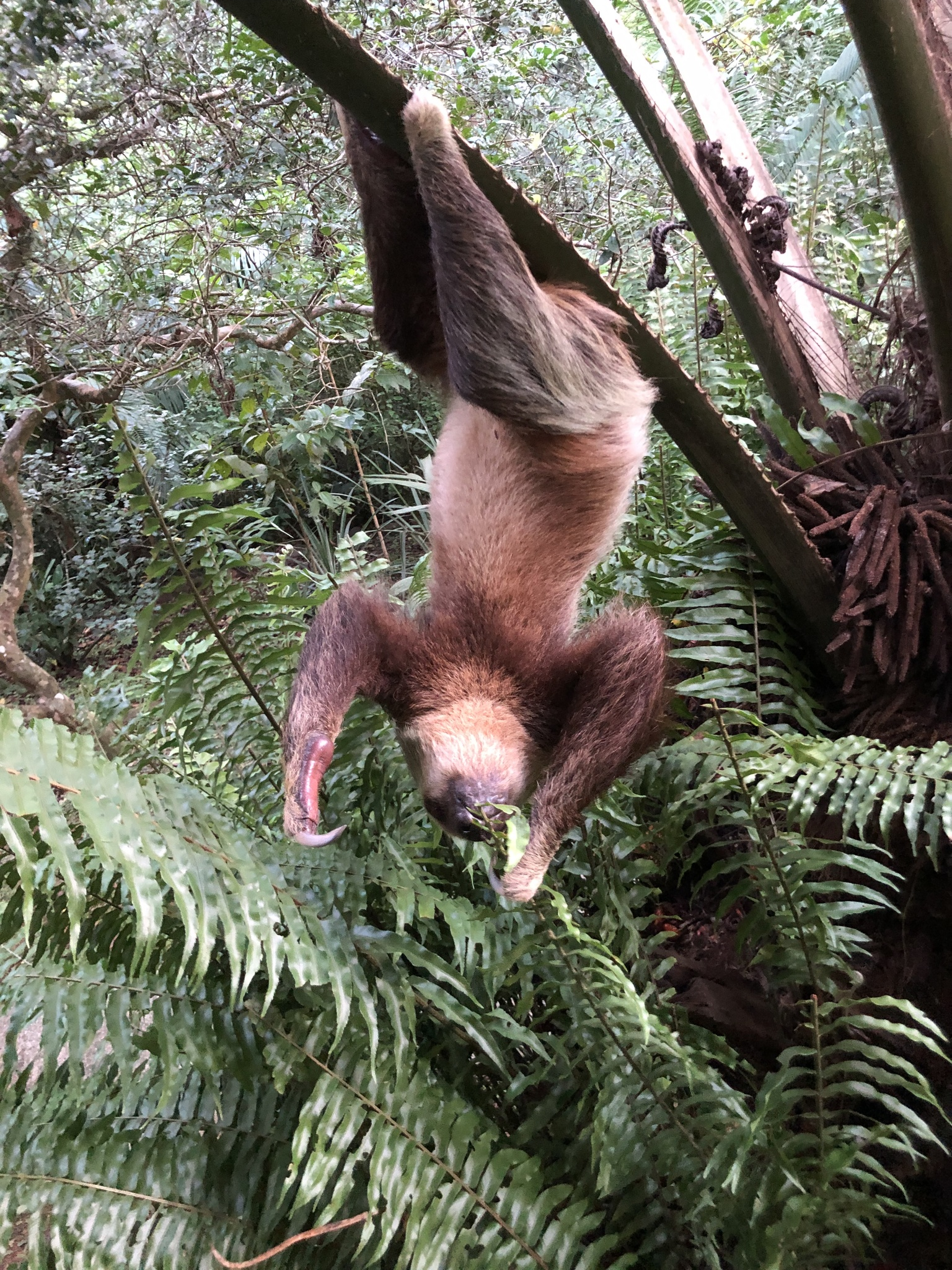
Lenochod krátkokrký při visu za nohy

Lenochod krátkokrký je statně působící zvíře s rozcuchanou tmavou srstí, velkým masitým čumákem a pomalým, rozvážným pohybem. Měří kolem 54–74 cm a váží 3–9 kg. V Kostarice byla průměrná hmotnost samců 5,9 kg, samic 6,3 kg. Končetiny jsou dlouhé, ty přední jsou o něco delší než zadní. Jak již název čeledi napovídá, lenochod krátkokrký má na předních končetinách jen dva dlouhé nesrostlé prsty, které jsou zakončeny mohutnými zatočenými drápy. Zadní končetiny mají tři prsty a jsou rovněž odrápené. Lenochod krátkokrký má většinou jen 5–6 krčních obratlů, zatímco lenochod dvouprstý jich má 6–8.
Srst je dlouhá, její zbarvení je žlutohnědé až světle hnědé; nejtmavší je na ramenech a na temeni, nejsvětlejší na tvářích. Chlupy podsady jsou jen krátké. Počet zubů na každé straně čelistí je 4–5, jejich celkový počet je 18. Uši jsou nenápadné, oči směřují dopředu. Tváře jsou protažené, čenich velký a masitý a krk je jen krátký, což druhu vyneslo jeho české druhové jméno.

## Výskyt

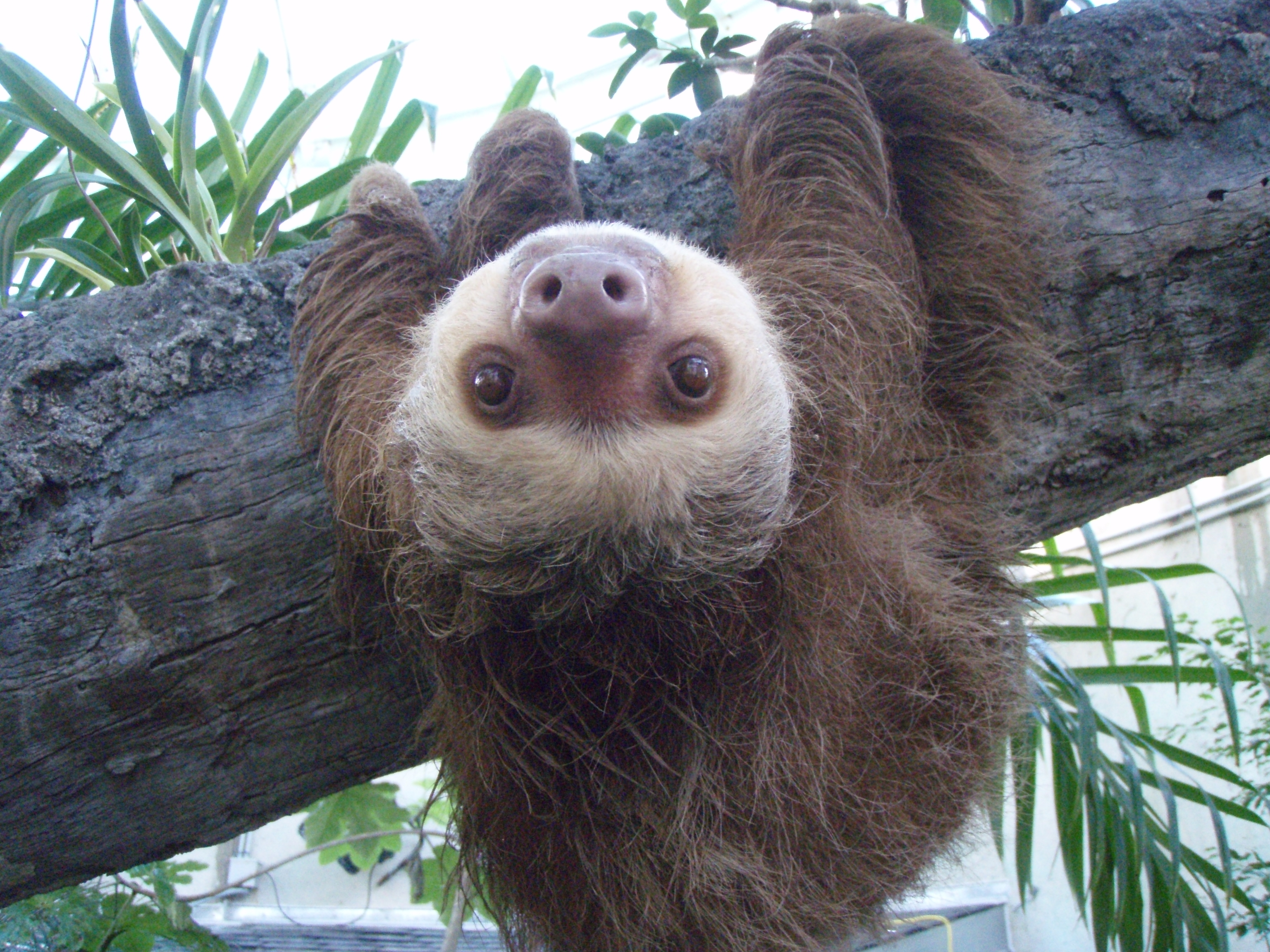
Detail světlého obličeje s velkým čenichem

Vyskytuje se ve dvou geograficky oddělených populacích. Areál rozšíření severní populace se rozprostírá od severního Hondurasu po severozápadní Ekvádor a západní Venezuelu. Jižní populace obývá oblasti od severního Peru do západní Brazílie a severní Bolívie. Může se vyskytovat od mořské hladiny až do vysokohorských oblastí s nadmořskou výškou kolem 3300 m. Primární stanoviště druhu tvoří listnaté, stálezelené i smíšené lesy nížin i vysokých hor. Ve svém areálu výskytu se jedná o poměrně běžného živočicha s hustotou výskytu mezi 0,2–1,5 lenochodů krátkokrkých na hektar.

## Biologie
Živí se rostlinnou stravou, kterou nachází hlavně v korunách stromů. Do jeho jídelníčku patří pupeny, listy, květy, ovoce i měkčí dřevnaté části rostlin (konečky větví, mladé kmeny).

### Rozmnožování

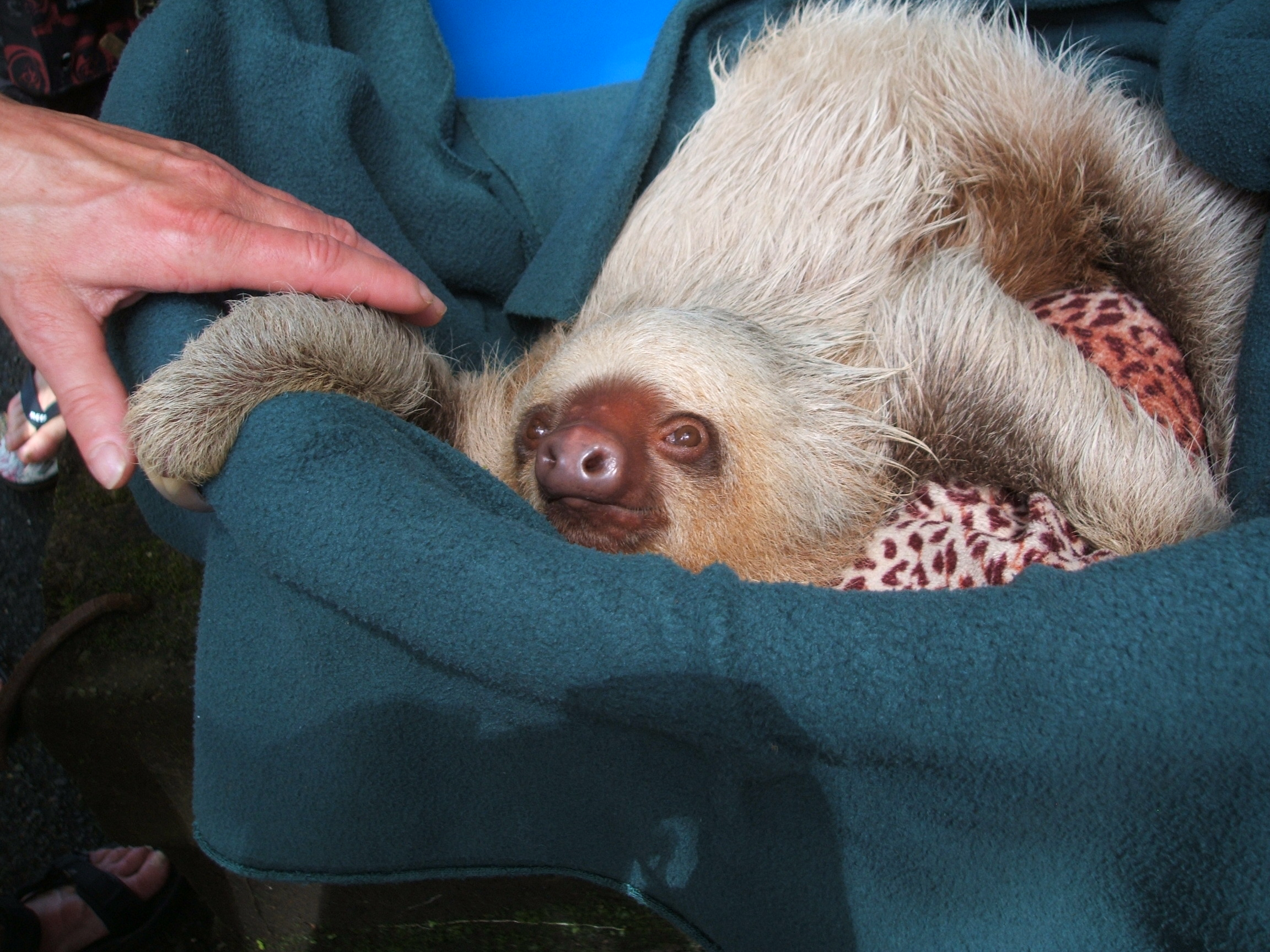
Mládě v kostarické rezervaci divoké přírody

Doba gestace se pohybuje kolem 11–12 měsíců. Samice vrhá pouze jedno mládě o hmotnosti kolem 350–450 g. Mláďata se rodí s otevřenýma očima, osrstěna a s plně vyvinutými tvrdými drápy a ihned po narození mohou vokalizovat. Hned po narození jsou dost flexibilní a silná. Hlavu drží vzpříma, jejich úchopový reflex je velmi silný a umožňuje novorozeněti se přichytit za chlupy na matčině břiše. Doba laktace není jasná, nicméně v 6 měsících už mládě může přežít samostatně. Pohlavní dospělost nastává ve věku kolem 2–4 let. Samice vrhá mládě každých asi 15 měsíců, typicky na počátku období sucha. Samci se většinou páří s více samicemi. V zajetí se může dožít nejméně 32 let.

## Ohrožení
Mezinárodní svaz ochrany přírody (IUCN) ve své zprávě o vyhodnocení populace lenochoda krátkokrkého z roku 2022 považoval druh za málo dotčený. Populace druhu nicméně klesá v důsledku  pokračujícího odlesňování, lesních požárů a lovu na maso. V Kolumbii a Hondurasu se lze setkat s nedospělými lenochody na trzích, kde se je místní obyvatelé snaží ilegálně prodat turistům jako domácí mazlíčky. Jistou hrozbu představují i psi domácí, kteří mohou lenochody pronásledovat a usmrtit. Lenochodi žijící v blízkosti zemědělských ploch bývají vystaveni vysokému množství pesticidů, a příměstské a městské populace mohou být zasaženy elektrickým proudem.